# Powinowactwo elektronowe

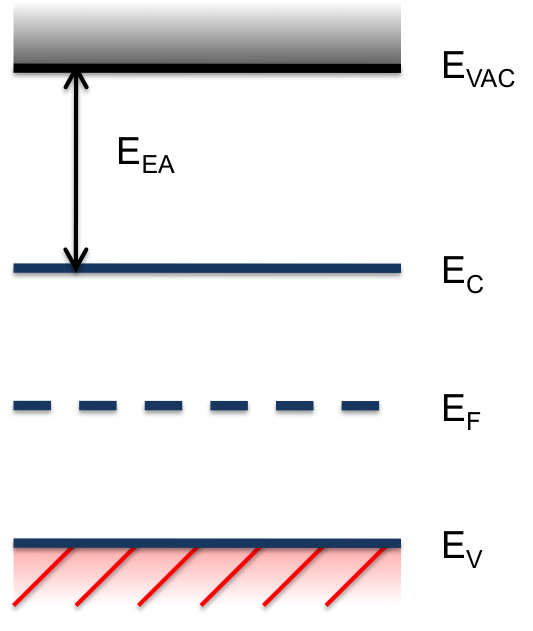
Powinowactwo elektronowe EEA na diagramie pasmowym; EVAC, EC, EF, EV oznaczają odpowiednio energię próżni, pasmo przewodnictwa, energię Fermiego i pasmo walencyjne

Powinowactwo elektronowe – wielkość charakteryzująca zdolność atomu (lub cząsteczki) do przyłączania elektronu i tworzenia jonu ujemnego (anionu). Ilościowo określa się je jako energię, która wydziela się w wyniku tego procesu. Tradycyjnie energię tę podaje się w elektronowoltach (eV). 
Powinowactwo elektronowe jest pośrednią miarą elektroujemności pierwiastków chemicznych. Im większa wartość powinowactwa, tym większa elektroujemność pierwiastka.